# 뉴욕 영화제

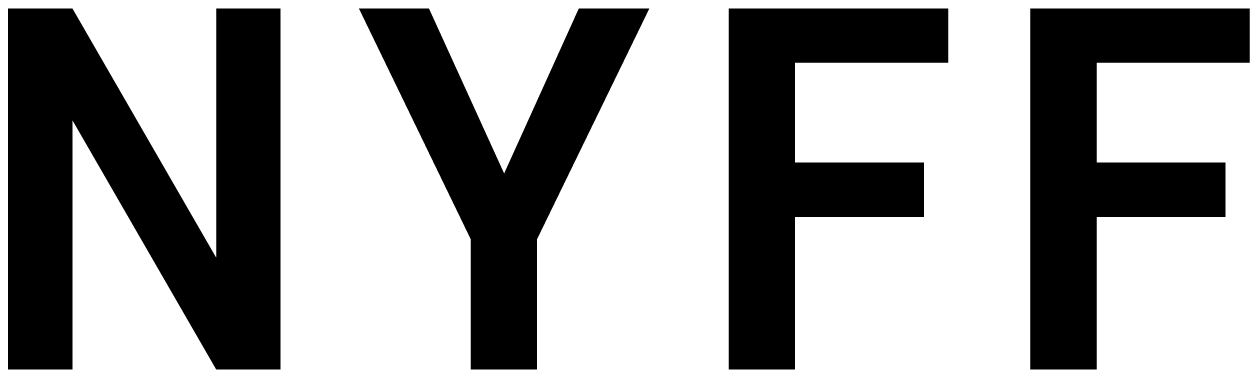

뉴욕 영화제(영어: New York Film Festival 뉴욕 필름 페스티벌[*])는 1963년부터 뉴욕에서 시작된 영화제이다. 영화들은 링컨 센터 영화 협회에 의해 선정된다. 약칭으로는 NYFF가 사용된다.

## 영화제 목록
- 1963년 뉴욕 영화제
- 1964년 뉴욕 영화제
- 1965년 뉴욕 영화제
- 1966년 뉴욕 영화제
- 1967년 뉴욕 영화제
- 1968년 뉴욕 영화제
- 1969년 뉴욕 영화제
- 1970년 뉴욕 영화제
- 1971년 뉴욕 영화제
- 1972년 뉴욕 영화제
- 1973년 뉴욕 영화제
- 1974년 뉴욕 영화제
- 1975년 뉴욕 영화제
- 1976년 뉴욕 영화제
- 1977년 뉴욕 영화제
- 1978년 뉴욕 영화제
- 1979년 뉴욕 영화제
- 1980년 뉴욕 영화제
- 1981년 뉴욕 영화제
- 1982년 뉴욕 영화제
- 1983년 뉴욕 영화제
- 1984년 뉴욕 영화제
- 1985년 뉴욕 영화제
- 1986년 뉴욕 영화제
- 1987년 뉴욕 영화제
- 1988년 뉴욕 영화제
- 1989년 뉴욕 영화제
- 1990년 뉴욕 영화제
- 1991년 뉴욕 영화제
- 1992년 뉴욕 영화제
- 1993년 뉴욕 영화제
- 1994년 뉴욕 영화제(프랑스어판)
- 1995년 뉴욕 영화제
- 1996년 뉴욕 영화제
- 1997년 뉴욕 영화제
- 1998년 뉴욕 영화제
- 1999년 뉴욕 영화제
- 2000년 뉴욕 영화제
- 2001년 뉴욕 영화제
- 2002년 뉴욕 영화제
- 2003년 뉴욕 영화제
- 2004년 뉴욕 영화제
- 2005년 뉴욕 영화제
- 2006년 뉴욕 영화제
- 2007년 뉴욕 영화제
- 2008년 뉴욕 영화제
- 2009년 뉴욕 영화제
- 2010년 뉴욕 영화제
- 2011년 뉴욕 영화제
- 2012년 뉴욕 영화제
- 2013년 뉴욕 영화제
- 2014년 뉴욕 영화제
- 2015년 뉴욕 영화제
- 2016년 뉴욕 영화제
- 2017년 뉴욕 영화제
- 2018년 뉴욕 영화제
- 2019년 뉴욕 영화제
- 2020년 뉴욕 영화제
- 2021년 뉴욕 영화제
- 2022년 뉴욕 영화제